# Nikolaj Todorow (Politiker)

Nikolaj Todorow (1972)

Nikolaj Todorow Todorow (bulgarisch: Николай Тодоров Тодоров; * 21. Juni 1921 in Warna; † 27. August 2003 in Sofia) war ein bulgarischer Historiker, Diplomat und Politiker, der 1990 kurzzeitig Präsident seines Landes war.

## Leben
Nikolaj Todorow wuchs in seiner Geburtsstadt Warna auf und besuchte die dortigen Schulen. 1941 begann er ein Medizinstudium an der Universität Sofia, das jedoch durch den Zweiten Weltkrieg unterbrochen wurde. Er war am antifaschistischen Widerstand beteiligt und wurde dafür zum Tode verurteilt. Die Strafe wurde später in lebenslange Haft umgewandelt. Während seiner Haft lernte er den 1949 hingerichteten Trajtscho Kostow kennen.
1947 promovierte Todorow in Medizin, entschied sich jedoch gegen eine Tätigkeit als Arzt, und absolvierte stattdessen ein Studium der Geschichte an der Universität Sofia, das er 1950 abschloss. Danach forschte er am Historischen Institut der Bulgarischen Akademie der Wissenschaften und am Institut für Slawische Studien der Russischen Akademie der Wissenschaften. 1957 erlangte er mit einer Arbeit über kapitalistische Verhältnisse in der Textilindustrie Bulgariens während der ersten Hälfte des 20. Jahrhunderts den Abschluss „Kandidat istoricheskikh nauk“. Im gleichen Jahr hielt er die erste Vorlesung über neuere und zeitgenössische Geschichte der Balkanvölker an der Universität Sofia. Dort lehrte er bis 1970. 1971 wurde er zum Doktor der Geschichtswissenschaften promoviert.
1964 gründete Todorow das Institut für Balkanstudien an der Bulgarischen Akademie der Wissenschaften, dessen Direktor er 25 Jahre lang war. Von 1966 bis 1970 war Todorow Mitglied des Präsidiums der Bulgarischen Historischen Gesellschaft sowie von 1982 bis 1988 Vizepräsident der Bulgarischen Akademie der Wissenschaften. Er war Gründungsmitglied der International Association for Southeast European Studies und von 1974 bis 1975 deren Präsident. Todorow engagierte sich auch in der UNESCO, dort war er von 1972 bis 1976 Mitglied des Exekutivrats und 1985/1986 Präsident der Generalkonferenz. 1977 initiierte er die Gründung des International Information Center on the Sources of Balkan and Mediterranean History in Sofia.
Todorow war einige Jahre für das bulgarische Außenministerium tätig. Von 1979 bis 1983 war er bulgarischer Botschafter in Griechenland.
Todorow saß von 1977 bis 1987 im Präsidium des bulgarischen prokommunistischen Dachverbands Vaterlandsfront. Er war Mitglied der Bulgarischen Kommunistischen Partei (BKP) und wurde 1981 und 1986 in deren Zentralkomitee gewählt. Nach dem Ende der kommunistischen Ära in Bulgarien im November 1989 unterstützte er den radikal-reformistischen Flügel der BKP und wurde Mitglied der daraus hervorgegangenen Bulgarischen Sozialistischen Partei. 1990 wurde er in die (verfassungsgebende) 7. Große Nationalversammlung von Bulgarien gewählt und war von September 1990 bis Juni 1991 ihr Vorsitzender. Gleichzeitig übte er kurzzeitig kommissarisch das Amt des Präsidenten von Bulgarien aus. Am 1. August 1990 übernahm dieses Amt Schelju Schelew.
Todorow war Autor und Herausgeber einer Reihe von wissenschaftlichen Büchern und Artikeln. Ein Schwerpunkt seiner Forschung war die Geschichte des Osmanischen Reiches. Unter anderem veröffentlichte er 1972 eine, auf seiner Dissertation beruhende, sozioökonomische und demografische Erhebung über Balkanstädte des 15. bis 19. Jahrhunderts. Diese wurde in verschiedene Sprachen übersetzt (englisch: The Balkan City, 1400–1900, University of Washington Press 1983). Todorow publizierte auch über bulgarische Geschichte, bulgarisch-griechische Beziehungen sowie seine Erfahrungen als Abgeordneter und Botschafter (The Ambassador as Historian: Bulgarian-Greek Relations during the Eighties, 1996).
Todorow war verheiratet und hatte drei Kinder. Eine seiner zwei Töchter ist die Historikerin Maria Todorova.